# Twilight (band)
Twilight was een Amerikaanse extreme metalband, opgericht in 2005 en ontbonden in 2014. De band werd beschouwd als een superband van de Amerikaanse metal underground. De band, die nooit live verscheen, speelde bij elke publicatie met verschillende studiomuzikanten.

## Bezetting
Oprichters
- Neil 'N. Imperial' Jameson (e-basgitaar, zang)
- Blake 'Azentrius' Judd (e-gitaar, e-basgitaar, zang)
- Jef Stuart 'Wrest' Whitehead (drums, e-gitaar, e-basgitaar, synthesizer)

Laatste bezetting
- Neil 'N. Imperial' Jameson (e-basgitaar, zang)
- Jef Stuart 'Wrest' Whitehead (drums, e-gitaar, e-basgitaar, synthesizer)
- Sanford Parker (e-gitaar, synthesizer)
- Thurston Moore (e-gitaar)

Live- en sessie-leden
- Scott 'Malefic' Conner (e-gitaar, synthesizer, zang)
- Aaron Turner (e-gitaar, zang)
- Tim 'Hildolf' Lehi (e-gitaar, zang)
- Stavros Giannopolous (e-gitaar)
- Dave Witte (drums)
- Sanford Parker (e-gitaar, synthesizer)
- Robert Lowe (zang)

## Geschiedenis
Twilight werd in 2005 geformeerd door Neil 'N. Imperial' Jameson, Jef Stuart 'Wrest' Whitehead en Blake 'Azentrius' Judd. Alle drie de muzikanten stonden voorheen bekend om hun overwegend eenmansprojecten in het black- en extreme metalgenre. Judd speelde in de black metalband Ezurate en had al zijn extreme metalproject Nachtmystium, Whitehead, het black metalproject Leviathan en Jameson het extreme metalproject Krieg. De muzikanten ondersteunden elkaar met split publicaties en wisselden informatie uit via tape handel. Zo kwam hij in contact met Scott 'Malefic' Conner, wiens extreme metalproject Xasthur in 2004 een split-publicatie uitbracht met Judds nachtmysterie. Judd speelde van 2002 tot 2006 ook in Jamesons War-project als bassist en gitarist. Judd kwam ook op het idee om een gezamenlijk bandproject op te richten. Met Tim 'Hildof' Lehi (Draugar) werd de bezetting voor het zelfbenoemde eerste studioalbum, dat in 2005 uitkwam, afgerond. Voor de opnamen van het tweede studioalbum werden Lehi en Conner vervangen door postmetalmuzikanten Aaron Turner van Isis en Old Man Gloom en Stavros Giannopoulos van The Atlas Moth. Het album Monument to Time End uit 2010 markeerde beiden als gasten door te verwijzen naar het boekje dat de drie-eenheid van de band uit Jameson, Whitehead en Judd bestaat en altijd zal bestaan. Ondanks deze positionering was er een kloof onder de muzikanten, die Jameson vooral toeschreef aan het drugsgebruik en egoïsme van Judd. Jameson relativeerde later de verklaring over de drie-eenheid van de band en voegde eraan toe dat Judd altijd op hem had neergekeken.
Judd was nog steeds formeel betrokken bij de opnamen voor het derde album, maar droeg in feite niets bij aan de opnamen en stond niet langer vermeld als lid van de band. In plaats daarvan namen Jameson en Whitehead het album op na jarenlang opnemen met Giannopoulos, Sanford Parker uit Minsk en Thurston Moore van Sonic Youth. Ondanks de populariteit van de betrokken muzikanten, die in de loop der jaren aan het project hebben bijgedragen, verwierp Jameson de term superband als een marketingterm. Met het einde van de opnamen voor III: Beneath Trident's Tomb, beëindigden Whitehead en Jameson ook het Twilight-project. Jameson noemde ook de ruzie met Judd als een belangrijke reden voor het einde van de band.

## Stijl
Bij elk album presenteerde de band een andere stijl. Het debuutalbum was stilistisch gebaseerd op Scandinavische black metal. Het tweede album Monument to Time End, gemaakt met medewerking van post-metal muzikanten Aaron Turner en Stavros Giannopolous, werd beschreven als organisch en beïnvloed door postmetal en postrock. Het derde album III: Beneath Trident's Tomb getuigt echter van een hoorbare invloed van Thurston Moore. Jameson droeg het grootste deel van de tekst bij aan III: Beneath Trident's Tomb, maar schreef geen muziek, wat leidde tot een verdere verandering in het geluid. Het album is meer experimenteel en straalt een mechanische sfeer uit en doet denken aan Godflesh. De invloed van Thurston Moore zou sporen hebben van gitaargeluid en vermogenselektronica, die het album een sonisch thema geven.

## Discografie
- 2005: Twilight (album, Total Holocaust Records)
- 2010: Monument to Time End (album, Southern Lord)
- 2014: III: Beneath Trident’s Tomb (album, Century Media)